# Барановский, Ярослав Владимирович
Яросла́в Влади́мирович Барано́вский (укр. Ярослав Володимирович Барановський; известен под псевдонимом «Макар», 10 июля 1906 — 11 мая 1943) — украинский националист, с 1933 года — секретарь Провода ОУН, доверенное лицо Евгения Коновальца.

## Биография
Родился в семье униатского священника Владимира и Мальвины Барановских. В мае 1924 года окончил Станиславовскую гимназию и стал студентом юридического факультета Львовского университета.
Еще во время учёбы в гимназии стал членом 11-го Пластового полка им. гетмана Ивана Мазепы и УВО. Помимо этого, был привлечён Юлианом Головинским к «Летучей бригаде», где был самым молодым, но в 1924-1925 принимал участие во многих её акциях. Как и большинство членов УВО, попал в руки польской полиции и оказался на скамье подсудимых. За участие в нападении на почтовую карету под Калушем 30 мая 1926, был осуждён польским судом на 2 года. 
После тюрьмы эмигрировал в Чехословакию, где окончил юридический факультет Карлов университет. Доктор права и общественных наук. В эмиграции познакомился с полковником Евгением Коновальцем. По его предложению принял участие в I Конгрессе украинских националистов. В Праге участвовал в жизни секции «Зарево», которой руководил Олег Кандыба-Ольжич. В феврале 1933г. был избран президентом Центрального союза украинских студентов (ЦЕСУС), которая занималась привлечением студенческого движения в ряды националистов. После ареста многих членов ЦЕСУС был вынужден перебраться в Вену, где занимался легализацией ЦЕСУС. Там же женился на Анне Чемеринской, члене УВО, ОУН.
С 1933 г. — секретарь Провода украинских националистов (Правления ОУН), шеф связи с Краем и начальник разведки. Как секретарь Провода Украинских националистов (ПУН) Барановский стал членом более узкого провода — наиболее приближенных к Евгению Коновальцу людей. В середине 1930-х годов его влияние в ОУН настолько ощущалось, что о нём начали говорить как о человеке, который определяет политику организации, является ближайшим помощником Коновальца. Сам Коновалец безгранично доверял Барановскому, ценил его за преданность делу, патриотизм, принципиальность. Именно «Макар» спланировал и организовал безопасный переход через границу Григория Мацейко (после покушения на Перацкого), лично встретил его в Карпатах и позаботился о его дальнейшей безопасности на территории Чехословакии.
Барановский очень больно пережил трагическую смерть Евгения Коновальца в Роттердаме. При последовавшем далее расколе ОУН на «мельниковцев» и «бандеровцев» в 1940 году поддержал А. Мельника. Кардинально влиял на политику нового лидера, что вызвало сопротивление у Р. Ярого и других деятелей ОУН, обвинялся бандеровцами в работе на польскую полицию. После падения Польши, когда многие члены ОУН вышли из тюрем, началось давление на Барановского. После его категорического отказа перейти на сторону сторонников С. Бандеры последние потребовали от Андрея Мельника вывести из провода Барановского, Емельяна Сеника и С. Чучмана. Полковник отказался выполнить эти требования. Революционный трибунал ОУН, возглавляемый Иваном Мициком, опроверг обвинения против Барановского. На основании приговора председатель ПУН восстановил его во всех правах.
Современные юристы и эксперты, имея доступ к архивам, опровергли все обвинения против Ярослава Барановского, и документы, по которым он был обвинён, признали фальшивыми. Ссылаясь на документы НКВД УССР V4500/СН в ЦК КП(б) Украины о работе 5-го отдела УГБ НКВД УССР, некоторые источники утверждают, что сотрудничество Барановского с польской разведкой было клеветой, организованной сотрудниками НКВД. На самом деле на протяжении всей карьеры Барановского его репутация подвергалась сомнению из-за того, что агентом польской полиции был его брат Роман. Существует мнение, что оговор Барановского был организован в рядах сторонников Степана Бандеры в ходе раскола и борьбы за власть в ОУН. Информацию о «предателях» распространяли через управляемые ячейки, попутно, обвиняя в расколе Организации «мельниковцев», которых называли «агентами НКВД». 
Но постоянные обвинения оказали влияние на молодого амбициозного политика, и он постепенно стал отходить от дел в организации. В сентябре 1940 добровольно покинул ПУН и переехал с женой в Краков, а в 1941 — во Львов. В мае 1942 года Мельниковское движение «в крае» возглавил Олег Кандыба-Ольжич. Он уговорил Барановского вернуться к политической деятельности. Но уже 11 мая 1943 Барановский был застрелен  во Львове.
Похороны Барановского, превратившиеся в большую процессию, состоялись 14 мая 1943 года на Лычаковском кладбище. Гроб из часовни несли Олег Ольжич, Юрий «Уть» Соколовский, Богдан Онуфрик-Конек, Осип Бойдуник. Мельник прислал венок с надписью «Мужественному воину — Андрей Мельник». Музыку на похоронах исполнял хор под руководством Николая Колессы.
После ареста Олега Ольжича вдова Барановского, Анна Чемеринская, ближайшая сотрудница Ольжича, осталась во Львове, была арестована и вывезена в Берлин. В 1945 году её освободили, а в 1953 году она эмигрировала в США.